# Moraine Fjord
Der Moraine Fjord (englisch für Moränenförde) ist der mittlere der drei großen Seitenarme der Cumberland Bay an der Nordküste Südgeorgiens. Der größte Teil der Einfahrt zu dieser 5,6 km langen Bucht wird durch eine namensgebende glaziale Moräne eingenommen.
Kartiert und als Moränfjorden benannt wurde sie bei der Schwedischen Antarktisexpedition (1901–1903) unter der Leitung Otto Nordenskjölds.